# Кінотавр 2020
31-й Кінотавр проходив в Сочі (РФ) з 11 по 18 вересня 2020 року.
Спочатку заплановано з 7 по 14 червня 2020 року, це видання перенесено на вересень 2020 року через хворобу коронавірусу 2019-2020.

## Журі

### Журі основного конкурсу[3]
- Борис Хлєбніков, режисер — голова журі;
- Володимир Вдовиченков, актор;
- Оксана Фандера, актриса;
- Нігини Сайфуллаєвої, режисер;
- Катерина Філіппова, продюсер;
- Федір Лясс, оператор;
- Дарина Златопольська, журналіст.

### Журі конкурсу «Коротнкий метр»[3]
- Клим Шипенко, режисер;
- Олексій Артамонов, кінокритик;
- Ірина Горбачова, актриса;
- Сергій Корніхін, продюсер;
- Олександр Робак, актор, продюсер.

## Офіційна програма

### Основний конкурс[4]
- «Місто заснуло», режисер Марія Ігнатенко;
- «Китобій», режисер Філіп Юр'єв;
- «Маша», режисер Анастасія Пальчикова;
- «Людина з Подольська», режисер Семен Серзін;
- «Втручання», режисер Ксенія Зуєва;
- «Скажи їй», режисер Олександр Молочников;
- «Нудьга», режисер Олексій Каминін;
- «Хто-небудь бачив мою дівчину?», Режисер Ангеліна Никонова;
- «Опудало», режисер Дмитро Давидов;
- «Конференція», режисер Іван Іванович Твердовський;
- «Глибше!», Режисер Михайло Сегал;
- «Доктор Ліза», режисер Оксана Карас;
- «Троє», режисер Анна Мелікян.

### Короткий метр[5]
- «#ЭТОНЕВАЖНО», режисер Резо Гігінешвілі;
- Kljaksy, режисер Дмитро Новіков;
- One mango, please, режисер Надія Михалкова;
- «Бубен верхнього світу», режисер Сергій Годін;
- «Чи був кави», режисер Яна Саріаді;
- «Варя», режисер Ніка Горбушина;
- «Висотка», режисер Серафим Ореханов;
- «Вихідний», режисер Дмитро Руженцев;
- «Кажуть», режисер Ніка Яковлєва;
- «Доктор, покличте лікаря!», Режисер Владислав Грайне;
- «Наречений. Наречена. Оселедець», режисер Дмитро Ендальцев;
- «Заява», режисер Юлія Біла;
- «Кінець війни», режисер Сергій Рамзі;
- «Лови момент», режисер Олексій Сизов;
- «Ортинов урочище», режисер Антон Ермолин;
- «Відкрий, це мама», режисер Ніна Волова;
- «Педофіл», режисер Віра Пирогова;
- «Перша кров», режисер Андрій Грязев;
- «Погана дочка», режисер Світлана Сігалаева;
- «Здалося», режисер Байбулат Батуллін;
- «Остання зміна», режисер Христина Лунінський;
- «Свято», режисер Наталія Кончаловська;
- «Стрибок», режисер Карина Чувікова;
- «Народження трагедії зі звуків і музики», режисер Раіля Карімова;
- «Роман», режисер Юрій Хмельницький;
- «Риба», режисер Віталій Уйманов;
- «Сірка», режисер Лана Владі;
- «Сплендор», режисер Денис Виленкін;
- «Суп», режисер Інга Сухорукова;
- «Чистий», режисер Олена Кондратьєва;
- «Я люблю Єву», режисер Христина Манжула.

### Фільм відкриття
- «Ніс, або Заговір не таких», режисер Андрій Хржановський.[6]

### Фільм закриття
- «Дорогі товариші!», Режисер Андрій Кончаловський.[7]

## Призери

### Основний конкурс[8]
- Головний приз: «Опудало», режисер Дмитро Давидов;
- Приз за кращу режисуру: Філіп Юр'єв — «Китобій»;
- Приз за кращу жіночу роль: Валентина Романова-Чискиирай — «Опудало»;
- Приз за кращу чоловічу роль: Володимир Оноха — «Китобій»;
- Приз за кращу операторську роботу: Микола Желудовіч — «Троє»;
- Приз ім. Г. Горіна «За найкращий сценарій»: Іван Твердовський — «Конференція»;
- Приз ім. М. Таривердієва «За кращу музику до фільму»: група OQJAV — «Людина з Подольська»;
- Приз конкурсу "Кінотавр. Дебют ": «Маша»- реж. Анастасія Пальчикова;
- Приз Гільдії кінознавців і кінокритиків: «Опудало»;
- Приз «за гумор, громадянську сміливість і любов до глядачів»: «Глибше!» — реж. Михайло Сегал;
- Приз глядацьких симпатій: «Доктор Ліза» — реж. Оксана Карас;
- Гран-прі «Кінотавр. Короткий метр»: «Сірка» — реж. Лана Владі.

### Короткий метр[8]
- Головний приз: «Сера», реж. Лана Владі;
- Диплом журі конкурса: «Відкрий, це МАМА» реж. Ніна Волова, «Варя», реж. Ніка Горбушіна;
- Диплом гільдії знавців кіно та кінокритиків Росії: «Сера», реж. Лана Владі, «Я люблю Єву», реж. Крістіна Манжула.

## Інші Кінотаври
Попередній Кінотавр 2019;
Наступний Кінотавр 2021.